# (2.2.2)-kryptand
2.2.2-kryptand (zkráceně crypt-222) je chelatační činidlo patřící mezi kryptandy.